# Bertold III de Zähringen
Bertold III de Zähringen (? - 19 de febrer de 1122) fou el segon duc de Zähringen (1111-1122).
Es va casar amb Sofia filla del duc de Baviera Enric IX el Negre i de Wulfida de Saxònia. En 1120 juntament amb el seu germà Conrad de Zähringen va fundar la ciutat de Friburg de Brisgòvia.
En 1111 Bertold va recollir la successió del seu pare, Bertold II de Zähringen. Va fer costat a l'emperador Enric V i va tenir un paper important en el Concordat de Worms el 1122. Va morir durant una campanya contra la ciutat de Molsheim. Va ser succeït pel seu germà Conrad I.